# Pygospila
Pygospila is een geslacht van vlinders uit de familie van de grasmotten (Crambidae), uit de onderfamilie van de Spilomelinae. De wetenschappelijke naam voor dit geslacht is voor het eerst voorgesteld door Achille Guenée in een publicatie uit 1854.

## Soorten
- P. bivittalis Walker, 1866
- P. costiflexalis Guenée, 1854
- P. cuprealis Swinhoe, 1892
- P. hyalotypa Turner, 1908
- P. imperialis Kenrick, 1907
- P. macrogastra Meyrick, 1936
- P. marginalis Kenrick, 1907
- P. minoralis Caradja, 1937
- P. tyres (Cramer, 1779)
- P. yuennanensis Caradja, 1937